# Sveinn Björnsson
Sveinn Björnsson (Copenhague, 27 de febrero de 1881-Reikiavik, 25 de enero de 1952) fue el primer Presidente de Islandia.

## Biografía
Hijo de Björn Jónsson —ministro luterano— y Elísabet Sveinsdóttir, realizó estudios de derecho en Copenhague. Ya en Islandia, sería elegido miembro de la junta municipal de Reikiavik en 1912, para luego pasar a formar parte del Alþingi dos años más tarde.
Tras la autonomía conseguida por la isla con respecto a la corona danesa en 1918, se convirtió en el ministro de las relaciones con dicho país en los períodos comprendidos entre 1920 y 1924, y entre 1926 y 1940.
Con la ocupación de Dinamarca por tropas alemanas, Islandia tomó una serie de medidas encaminadas al pleno autogobierno, haciendo que Björnsson fuese elegido regente en tres ocasiones entre 1941 y 1943.
Al obtener el país la independencia absoluta en 1944, pasaría a ser designado por el Alþingi el primer presidente de la República, cargo que ostentaría hasta su muerte en 1952, un año antes de terminar su tercer mandato.